# Alginet
Alginet (en valencien et en castillan) est une commune de la province de Valence, dans la Communauté valencienne, en Espagne. Elle est située dans la comarque de la Ribera Alta et dans la zone à prédominance linguistique valencienne. Sa population s'élevait à 13 068 habitants en 2013.

## Géographie

Localisation d'Alginet
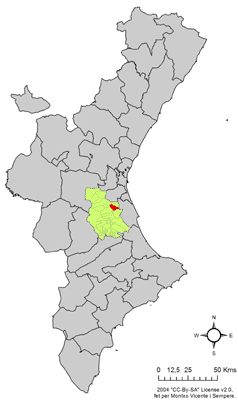
dans la Communauté valencienne.
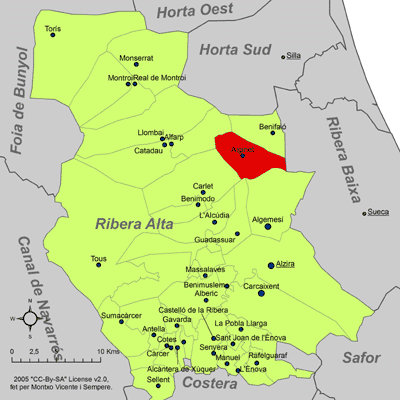
dans la comarque de la Ribera Alta.

### Localités limitrophes
Le territoire municipal de Alginet est voisin de celui des communes suivantes :
Alfarb, Algemesí, Almussafes, Benifayó, Carlet, Guadassuar et Sollana, toutes situées dans la province de Valence.

### Infrastructures et voies d'accès
La commune de Alginet est desservie par la ligne 1 du métro de Valence.

## Démographie
| 1990   | 1992   | 1994   | 1996   | 1998   | 2000   | 2002   | 2004   | 2006   |
| ------ | ------ | ------ | ------ | ------ | ------ | ------ | ------ | ------ |
| 12.184 | 11.685 | 12.035 | 11.632 | 12.062 | 12.069 | 11.661 | 12.587 | 12.499 |

## Personnalités liées à la commune
- Josep Lozano, écrivain d'expression catalane, né à Alginet en 1948.